# Phanerotomella
Phanerotomella is een geslacht van insecten uit de orde vliesvleugeligen (Hymenoptera) en de familie schildwespen (Braconidae).

## Soorten
Deze lijst van 71 stuks is mogelijk niet compleet.
- P. alami Ahmad & Shujauddin, 2003
- P. albipalpis (Cameron, 1912)
- P. albiscapa (Ashmead, 1905)
- P. annulicornis Granger, 1949
- P. antennata Granger, 1949
- P. apetila Chen & Ji, 2003
- P. atrata de Saeger, 1948
- P. aurea Zettel, 1989
- P. bakeri Zettel, 1989
- P. barbieri Sigwalt, 1978
- P. beckeri Zettel, 1989
- P. bellula Papp, 1989
- P. bicolorata He & Chen, 1995
- P. bisulcata (Herrich-Schaffer, 1838)
- P. bouceki Zettel, 1989
- P. capensis Zettel, 1989
- P. ceylanica Zettel, 1989
- P. collinsi Zettel, 1989
- P. crassa Zettel, 1989
- P. crassicornis Zettel, 1989
- P. flava Zettel, 1989
- P. fumipennis Zettel, 1989
- P. gigantea Granger, 1949
- P. gladius Ji & Chen, 2003
- P. gracilimandiblis Chen & Ji, 2003
- P. hawaiiensis (Ashmead, 1901)
- P. juliae de Saeger, 1948
- P. lepida de Saeger, 1948
- P. longa Ji & Chen, 2003
- P. longieyesis Ji & Chen, 2003
- P. longipedes Chen & Ji, 2003
- P. longipes Szepligeti, 1900
- P. longitemporalis Zettel, 1989
- P. lutea Szepligeti, 1922
- P. magnifica Zettel, 1989
- P. mariae Belokobylskij, 1986
- P. minuta Zettel, 1989
- P. mohri Zettel, 1989

- P. mucronata de Saeger, 1948
- P. namkyensis Sigwalt, 1978
- P. nigrialba Zettel, 1989
- P. nigricaner Chen & Ji, 2003
- P. nigronitens Zettel, 1989
- P. nigronotata Belokobylskij, 1989
- P. nitida Zettel, 1989
- P. orientalis Tobias, 1986
- P. pallidistigmis Ji & Chen, 2003
- P. palliscapus Chen & Ji, 2003
- P. pasohensis Zettel, 1989
- P. picticornis Ji & Chen, 2003
- P. pulchra Fahringer, 1934
- P. punctata Zettel, 1989
- P. quadridens Zettel, 1989
- P. rhytismus Chen & Ji, 2003
- P. rufa (Marshall, 1898)
- P. rugifrontata Ji & Chen, 2003
- P. sculpturata Szepligeti, 1900
- P. sedlaceki Zettel, 1989
- P. seyrigi Granger, 1949
- P. similis Zettel, 1989
- P. sinensis Zettel, 1989
- P. spinosa Granger, 1949
- P. subdentata Granger, 1949
- P. taiwanensis Zettel, 1989
- P. tobiasi Belokobylskij, 1986
- P. townesi Zettel, 1989
- P. tristis Granger, 1949
- P. variareolata Belokobylskij, 1986
- P. varicolorata Zettel, 1989
- P. xizangensis He & Chen, 2001
- P. zhejiangensis He & Chen, 1995